# Susagna Arasanz
Susagna Arasanz i Serra, née en 1960 ou 1961, morte le 14 octobre 2021, est une économiste et femme politique andorrane. Ministre des Finances de 1994 à 2000, sous la présidence de Marc Forné, elle est la première femme à occuper ce poste.

## Biographie
Susagna Arasanz est nommée ministre des Finances d'Andorre par Marc Forné le 22 décembre 1994, en remplacement de Josep Casal Casa. Elle est élue ensuite membre du Conseil général d'Andorre lors des élections législatives de 1997. Le 1er avril 1997, elle est de nouveau nommée ministre des Finances, et démissionne deux semaines plus tard de son poste de législatrice. Elle était membre du Parti libéral d'Andorre. Elle démissionne de son poste de ministre le 15 mars 2000.
Elle est membre du conseil d'administration de la Caisse andorrane de sécurité sociale (CASS) depuis sa nomination par le gouvernement d'Andorre en janvier 2020.
Susagna Arasanz meurt le 14 octobre 2021, âgée de 60 ans.